# Folytassa, taxisofőr!
Folytassa, taxisofőr! vagy Folytassa, taxisofőrnő!, eredeti címe Carry On Cabby, 1963-ban bemutatott brit (angol) fekete-fehér filmvígjáték, a londoni taxikról és a nők munkába állásáról szóló filmek paródiája, a Gerald Thomas által rendezett Folytassa… filmsorozat hetedik darabja. Főszereplői a sorozat későbbi rendszeres sztárjai közül Sidney James, Kenneth Connor, Charles Hawtrey és Hattie Jacques. Első alkalommal maradt ki Kenneth Williams, első alkalommal jelenik meg Jim Dale, későbbi rendszeres szereplő. Utoljára jelennek meg Bill Owen és Esma Cannon. Liz Fraser ez után egy évtizedig nem szerepelt Folytassa-filmben. Ez Amanda Barrie első megjelenése (később még egyszer fog szerepelni, Kleopátraként). A történet központi témája, hogy a férfiak uralta világban a fiatal és szexuálisan vonzó nők megjelenése és munkába állítása milyen elsöprő piacszerző és vásárló-megtartó erőt képvisel. Az alaptörténetet Dick Hills és Sid Green írták, a népszerű Morecambe & Wise humorista-duó rendszeres humoreszk-szerzői. A film készítői visszatértek a fekete-fehér filmtechnikára annak ellenére, hogy az előző, 1962-es Folytassa a hajózást! már színesben készült.

## Cselekmény
Charlie Hawkins (Sidney James) sikeres londoni taxis vállalkozó, igazi „workaholista”, a munkájának él, csak a cégét, a „Speedie Cabs”-ot fejleszti, új embereket vesz fel és képez ki, köztük a nyegle és kétbalkezes Terry Tankardot, akit „Csupor”-nak hívnak (Charles Hawtrey). Feleségér, Peggyt (Hattie Jacques) elhanyagolja, nem viszi sehová. Charlie helyettese és társa Ted Watson (Kenneth Connor) autószerelő, aki Sallynek, a büféslánynak (Liz Fraser) udvarol, de neki is a munkája a legelső, Sally is magányos és mellőzve érzi magát.
Amikor Charlie még a házassági évfordulójuk helyett is taxizik, Peggy közli vele, hogy ebből elege van, maga is elmegy munkát keresni, hogy ne unatkozzon mindig otthon. Charlie kineveti, hogy hiszen semmihez sem ért. Peggy szövetkezik Charlie dörzsölt könyvelőnőjével, Flóval (Esma Cannon) és Sallyval. Peggy kiveszi Charlie pénzét a bankból, ebből megalapítja saját taxivállalatát, a Glam Cabs-et (magyar szinkronban „Csili Taxi”). Kibérel és rendbe hozat egy garázst, vásárol 15 modern személyautót, és felvesz ugyanannyi válogatott szépleányt sofőrnek, a jelentkezőket alapvetően a keblek mérete, a formás lábak és a hosszú combok alapján szűri ki. Az új taxis vállalat hamarosan lesöpri a piacról a Speedie Taxi-t, mivel a javarészt férfi megrendelők csak a csábító lányokkal akarnak utazni, még Charlie utasai is átszállnak a csajokhoz.
Charlie ebből csak annyit vesz észre, hogy a felesége munkát keresett, majd későn jár haza, nem főz vacsorát, de dacos büszkeségből nem kérdezi meg Peggyt, hol és mit dolgozik, mert feleségét bármilyen munkára alkalmatlannak tartja. Azt végképpen nem sejti, hogy a konkurens vállalatot Peggy és Flo vezeti. Amikor Charlie először felhívja a Csili Taxi igazgatóját, hogy felvásárlási szándékát közölje, Peggy elváltoztatott hangon tárgyal vele, hogy inkább ő vásárolná fel a Speedie Taxit. Charlie nem hagyja magát, és hadat üzen.
Először csak rádión lehallgatják a Csili Taxi hívásait, hogy ellopják az utasaikat. De Sally, aki továbbra is Charlie irodájában dolgozik, telefonon tudósítja Peggyt Charlie minden tervéről. A Csili központosa hamis címeket mond be, ezért a Speedie taxijai „lukra futnak”. Ezután Charlie árdömpinget akar bevetni, hogy alacsony áraival letörje a konkurenciát, de Sally révén Peggy erről is értesül, a Csili Taxi még nagyobb árengedménnyel áll elő, ezzel Peggy tovább növeli a piaci részesedését.
Következik a szabotázs, Charlie és Ted a taxis büfék előtt álló Csili-autókat tönkreteszi, gumijaikat kilyukasztják. Az útszélen álló, üzemképtelen Csili-taxik férfi utasai azonban mégsem szállnak át a készségesen megjelenő Speedie Taxikba, inkább maguk végzik az autó javítását és a kerékcserét, hogy közben gusztálhassák a női sofőrök szép lábát. Döntő csapásként Charlie a Csili Taxi telephelyének szétverését tervezi, Tedet beöltöztetik egy Csili-sofőrlányról lehúzott női egyenruhába, parókát tesznek a fejére és beküldik a Csili-garázsba. Sally elárulja az akciót, vasaltatás ürügyén Flo az összes lánytól begyűjti az egyenruhát, a vetkőzésnél Ted lelepleződik és kimenekül. Később valahogyan mégis beengedi Charlie-t és embereit a garázsba, de a lesben álló Csili-lányok tűzoltófecskendők vízsugarával eláztatják és elkergetik őket. Charlie becsődöl, feladja a harcot, hajlandó eladni a Speedie Taxit a Csilinek. Teddel együtt bemegy a Csili Taxi telephelyére, ahol szembesül Sallyvel, Flóval, végül saját feleségével, Peggyvel. A megalázott és vérig sértett Charlie nem tárgyal Peggyvel, rácsapja az ajtót. Teddel együtt hazamennek, alkoholba ölik bánatukat, és siratják a régi szép idők elmúlását.
Közben Peggy és Sally a bankba akarja vinni a heti bevételt, de gengszterek autóstul elrabolják őket. Dancy (Peter Gilmore) és cimborái fegyverrel kényszerítik, hogy hajtson tovább a megadott irányban. Peggynek sikerül bekapcsolnia a rádiót, a Csilit lehallgató Charlie megismeri feleségét hangját, mozgósítja a Speedie-sofőröket. Nagy hajtóvadászat kezdődik, az elrabolt Csili-taxit bekerítik, megállásra kényszerítik, a gengsztereket elfogják és átadják a rendőrségnek. Az izgatott Peggy elájul, közben kiderül, hogy terhes. Megtörténik a nagy kibékülés, és hazafelé menet Charlie rögtön tervezni kezdi a „Charles Hawkins és Fia” új, nagy egyesített taxivállalatot…

## Szereposztás
| Szerep                           | Színész              | Magyar hangja (1. szinkron) |
| -------------------------------- | -------------------- | --------------------------- |
| Charlie Hawkins taxis vállalkozó | Sidney James         | Szersén Gyula               |
| Peggy Hawkins, a felesége        | Hattie Jacques       | Kocsis Mariann              |
| Ted Watson                       | Kenneth Connor       | Fekete Zoltán               |
| Terry „Csupor” Tankard           | Charles Hawtrey      | Karácsonyi Zoltán           |
| Sally                            | Liz Fraser           | Zakariás Éva                |
| Flo Sims                         | Esma Cannon          | Kassai Ilona                |
| „Vigyori” Sims taxisofőr         | Bill Owen            | Csuha Lajos                 |
| Battleaxe motoros csaj           | Judith Furse         | Bókai Mária                 |
| Allbright, szakszervezetes       | Norman Chappell      | Galbenisz Tomasz            |
| Üzletember                       | Michael Nightingale  | Várday Zoltán               |
| Anthea, taxisofőrlány            | Amanda Barrie        | N/A                         |
| Dancy, gengszter                 | Peter Gilmore        | N/A                         |
| Sarge, telefonközpontos          | Cyril Chamberlain    | N/A                         |
| Gyermeket váró „kispapa”         | Jim Dale             | N/A                         |
| Lem, taxisofőr                   | Milo O’Shea          | N/A                         |
| Arisztokratikus hölgy, taxiban   | Ambrosine Phillpotts | N/A                         |

## További információ
- Folytassa, taxisofőr! a PORT.hu-n (magyarul)
- Folytassa, taxisofőr! az Internetes Szinkronadatbázisban (magyarul)
- Folytassa, taxisofőr! az Internet Movie Database-ben (angolul)
- Folytassa, taxisofőr! a Box Office Mojón (angolul)
- Robert Ross. The Carry On Companion. London: B.T. Batsford (2002). ISBN 0-7134-8771-2
- Carry On Cabby (1963). The Whippit Inn (thewhippitinn.com). (Hozzáférés: 2021. április 24.)[halott link]
- Carry On Cabby (1963) (angol nyelven). Carry On Line (carryonline.com). [2021. május 12-i dátummal az eredetiből archiválva]. (Hozzáférés: 2021. március 11.)
- Carry On, Cabby, 1963 British comedy film (angol nyelven). British Comedy Guide (comedy.co.uk). (Hozzáférés: 2021. március 11.)
- Folytassa, taxisofőr! (1963), teljes film magyar szinkronnal. videa.hu. (Hozzáférés: 2021. március 11.)